# Гарбакарай
Гарбакарай — деревня в Тулунском районе Иркутской области России. Входит в состав Икейского муниципального образования. Находится примерно в 64 км к юго-западу от районного центра — города Тулун.

## История
Деревня основана в 1903 году как переселенческий участок на 140 домохозяйств. К 1906 году заселение еще не началось.
В 1945—1953 годах входила в состав Икейского района.

## Население
| 2002 | 2010 | 2011 | 2012 |
| ---- | ---- | ---- | ---- |
| 54   | ↘32  | →32  | ↗36  |

По данным Всероссийской переписи населения 2010 года в деревне проживали 32 человека (13 мужчин и 19 женщин).